# 问题空间
问题空间是问题解决者对一个问题所达到的全部认识状态，它是由问题解决者利用问题所包含的信息和已贮存的信息主动地构成的。
一个问题一般有下面三个方面来定义：
1. 初始状态——一开始时的不完全的信息或令人不满意的状况；
2. 目标状态——你希望获得的信息或状态；
3. 操作——为了从初始状态迈向目标状态，你可能采取的步骤。

这三个部分加在一起定义了问题空间（problem space）。